# レナト・バルボーザ・ヴィスキ
レナト・バルボーザ・ヴィスキ（Renato Barbosa Vischi、1998年5月30日 - ） はブラジル出身のサッカー選手。ポジションはDF。

## 来歴
フルミネンセFCの下部組織出身だが、2016年1月に退団。12月、イタリアに渡りヴィチェンツァ・カルチョに加入。2017-18シーズンはS.P.A.L. のU-19チームに期限付き移籍した。
2018年6月、ヴィチェンツァ・カルチョを退団しブラジルに帰国。8月にトンベンセFCに加入し、期限付き移籍でサンベルナルドFC、ECプリマヴェーラ、バーラFC、モウリニョスFCでプレーした。
2022年1月6日、ヴァンフォーレ甲府に加入することが発表された。
2022年3月30日、明治安田生命J2リーグ第7節ブラウブリッツ秋田戦でjリーグデビューしたが、
年間を通じて出場機会はリーグの4試合と天皇杯の2試合にとどまった。2022年12月15日、ヴァンフォーレ甲府は契約期間の満了と来季に向けて契約を更新しないことを発表した。

## Jリーグでの個人成績
| 国内大会個人成績 | 国内大会個人成績 | 国内大会個人成績 | 国内大会個人成績 | 国内大会個人成績 | 国内大会個人成績 | 国内大会個人成績 | 国内大会個人成績 | 国内大会個人成績 | 国内大会個人成績 | 国内大会個人成績 | 国内大会個人成績 |
| 年度             | クラブ           | 背番号           | リーグ           | リーグ戦         | リーグ戦         | リーグ杯         | リーグ杯         | オープン杯       | オープン杯       | 期間通算         | 期間通算         |
| 年度             | クラブ           | 背番号           | リーグ           | 出場             | 得点             | 出場             | 得点             | 出場             | 得点             | 出場             | 得点             |
| 日本             | 日本             | 日本             | 日本             | リーグ戦         | リーグ戦         | リーグ杯         | リーグ杯         | 天皇杯           | 天皇杯           | 期間通算         | 期間通算         |
| ---------------- | ---------------- | ---------------- | ---------------- | ---------------- | ---------------- | ---------------- | ---------------- | ---------------- | ---------------- | ---------------- | ---------------- |
| 2022             | 甲府             | 3                | J2               |                  |                  | -                | -                |                  |                  |                  |                  |
| 通算             | 日本             | 日本             | J2               |                  |                  | -                | -                |                  |                  |                  |                  |
| 総通算           | 総通算           | 総通算           | 総通算           |                  |                  | -                | -                |                  |                  |                  |                  |